# レモンピール

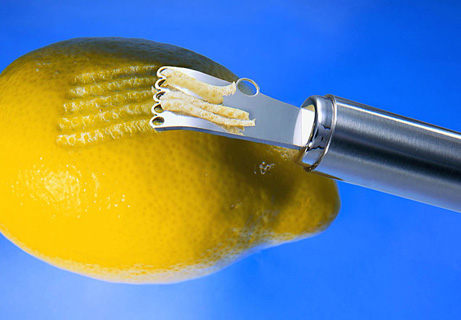
ゼスターでレモンの皮を削る様子

レモンピールを添えたマカロン

レモンピール（英: lemon peel）は、レモンの果皮もしくはそれを乾燥させたもの。また、レモンの果皮を砂糖で煮つけたものやそれを乾燥させたものを指す場合もある。
グラニュー糖をまぶして「砂糖がけ」にしたり、ケーキなどの洋菓子に使用される製菓材料となる。また、カクテルに表皮の油分による風味をつけるため、すりおろしたレモンの皮を絞りかけることも同じくレモンピールと呼ばれる。ただし、輸入されたレモンには輸出時に発癌性のあるポストハーベスト農薬が使用されていることがある。